# Moon Sang-min
Moon Sang Min (tiếng Hàn Quốc: 문상민; sinh ngày 14 tháng 4 năm 2000) là nam người mẫu và diễn viên Hàn Quốc. Anh được công chúng biết đến rộng rãi thông qua vai diễn Vương Thế tử Seongnam trong bộ phim Dưới bóng trung điện (2022).

## Đời tư
Moon Sang Min sinh ngày 14 tháng 4, 2000 tại Cheongju, tỉnh Bắc Chungcheong, Hàn Quốc. Gia đình của Moon Sang Min bao gồm cha mẹ và một người anh trai. Moon Sang Min tốt nghiệp Khoa Người mẫu Thời trang tại Trường Trung học Nghệ thuật Hanlim và hiện tại đang theo học tại Khoa Nghệ thuật Diễn xuất tại Đại học Sungkyunkwan.

## Danh sách phim

### Phim truyền hình
| Năm  | Tên phim             | Vai diễn          | Nguồn             |
| ---- | -------------------- | ----------------- | ----------------- |
| 2022 | Dưới bóng trung điện | Vương tử Seongnam | [ 4 ] [ 5 ] [ 6 ] |
| 2024 | Wedding Impossible   | Lee Ji-han        |                   |

### Chương trình chiếu mạng
| Năm  | Tên                               | Vai diễn     | Nguồn       |
| ---- | --------------------------------- | ------------ | ----------- |
| 2019 | 4 Reasons Why I Hate Christmas    | Yeom Se-jin  | [ 5 ] [ 6 ] |
| 2020 | The Colors of Our Time            | Jungwoo      | [ 6 ] [ 7 ] |
| 2020 | The Mermaid Prince: The Beginning | Jo Ah-seo    | [ 5 ] [ 6 ] |
| 2021 | My Name                           | Ko Gun-pyung | [ 5 ] [ 6 ] |
| 2023 | Duty After School                 | Wang Tae-man | [ 8 ]       |

## Giải thưởng
| Năm  | Lễ trao giải             | Hạng mục                        | Tác phẩm được đề cử  | Kết quả   | Nguồn  |
| ---- | ------------------------ | ------------------------------- | -------------------- | --------- | ------ |
| 2023 | Korean First Brand Award | Nam diễn viên mới xuất sắc nhất | Dưới bóng trung điện | Đoạt giải | [ 9 ]  |
| 2023 | 59th Baeksang Arts Award | Nam diễn viên mới xuất sắc nhất | Dưới bóng trung điện | Đoạt giải | [ 10 ] |
|      |                          |                                 |                      |           |        |